# ユリウス・ヒューブナー
ユリウス・ヒューブナー（Rudolf Julius Benno Hübner、1806年1月27日 - 1882年11月7日）はドイツの画家である。ドレスデンの美術アカデミーの教授やドレスデンの美術館（現在のアルテ・マイスター絵画館）の館長を務めた。

## 略歴
現在のポーランド、ドルヌィ・シロンスク県のOleśnicaで生まれた。父親は市長を務めた人物であった。ブレスラウ（ヴロツワフ）の画家、Augustin Siegertに学んだ後、さらに修行するためにベルリンに移り、1821年から王立プロイセン美術アカデミーで学んだ。ベルリンでは有名な言語学者になるヴィルヘルム・ヴァッカーナーゲル(Wilhelm Wackernagel: 1806-1869)と友人になった。1823年からフリードリッヒ・ヴィルヘルム・シャドウの指導をうけるようになった。1824年から1826年の間、仲間の画家のテオドール・ヒルデブラントや、ベルリンで法律を学んでいた兄のアウグスト・ヒューブナー(August Hübner: 1801-1871)や宗教家のレンゲリッヒ(Franz Hermann Lengerich: 1805-1881)らと、親睦団体「Pentadelphie」を作って芸術について語り合った。
1826年にデュッセルドルフ美術アカデミーに移ったフリードリッヒ・ヴィルヘルム・シャドウとともに、ヒューブナーもデュッセルドルフに移った。1829年から1831年の間はローマに滞在した。1831年から1833年の間は再びベルリンで活動した後、デュッセルドルフで
シャドウのマスター課程に所属し「デュッセルドルフ派」を代表する画家になった。1834年から女性画家のアマリエ・ベンジンガー(Amalie Bensinger: 1809-1889) らを指導するようになった。
1836年にデュッセルドルフの教会の装飾画を描いた。
1839年からドレスデンの美術アカデミーで教え始め、1841年に教授の称号を得た。1845年にマイセンの名誉市民となり、1871年にドレスデンの美術館の館長となった。
画家のエドゥアルド・ベンデマンの姉妹である女性と結婚し8人の子供が生まれた。子供たちの中にはゲッティンゲン大学の化学の教授になった、ハンス・ヒューブナー(Hans Hübner: 1837–1884)や画家になったエドゥアルト・ヒューブナー(Eduard Hübner: 1842–1924)らがいる。孫のウルリッヒ・ヒュブナーも画家になった。

## 作品

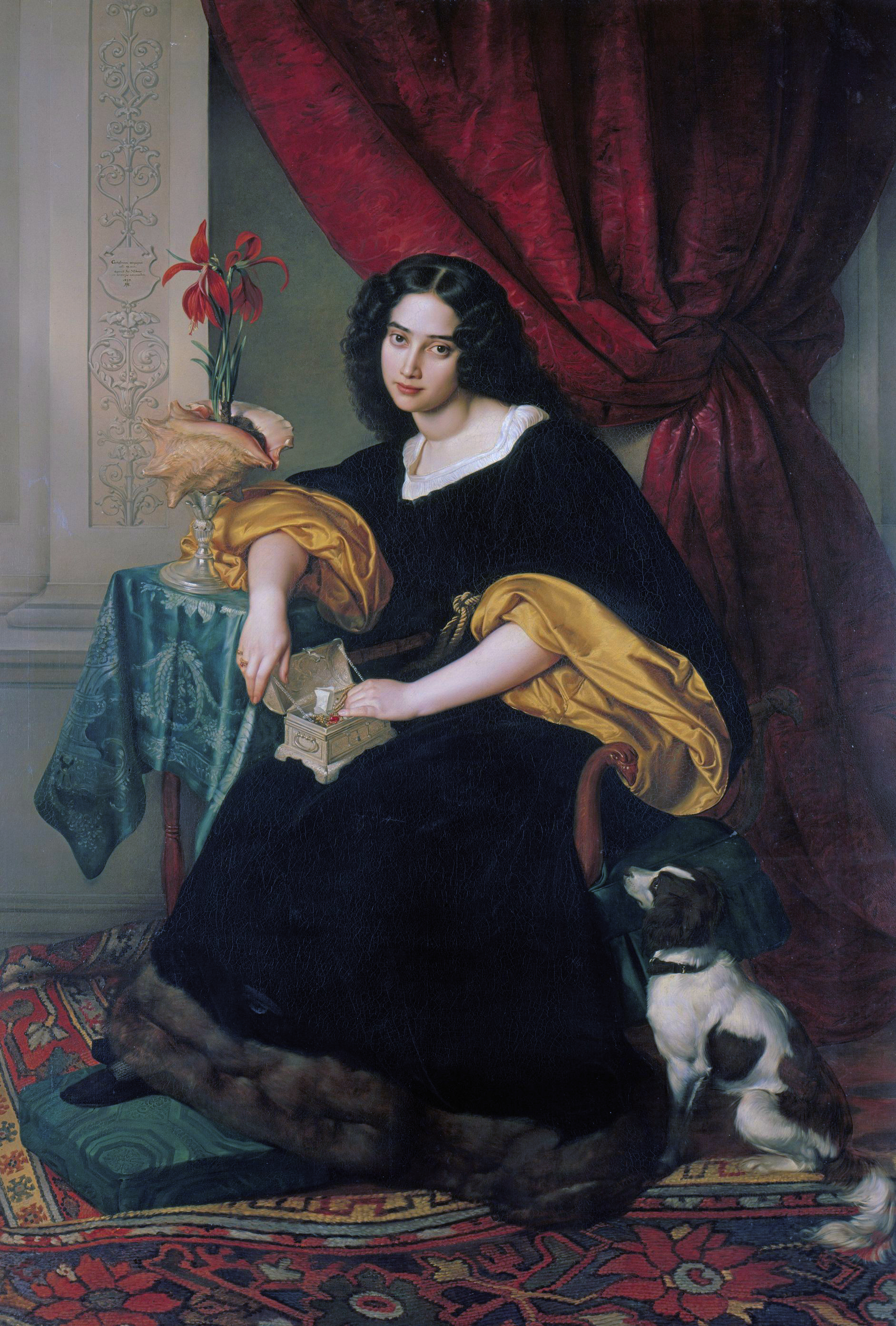
妻のPauline Hübnerの肖像画
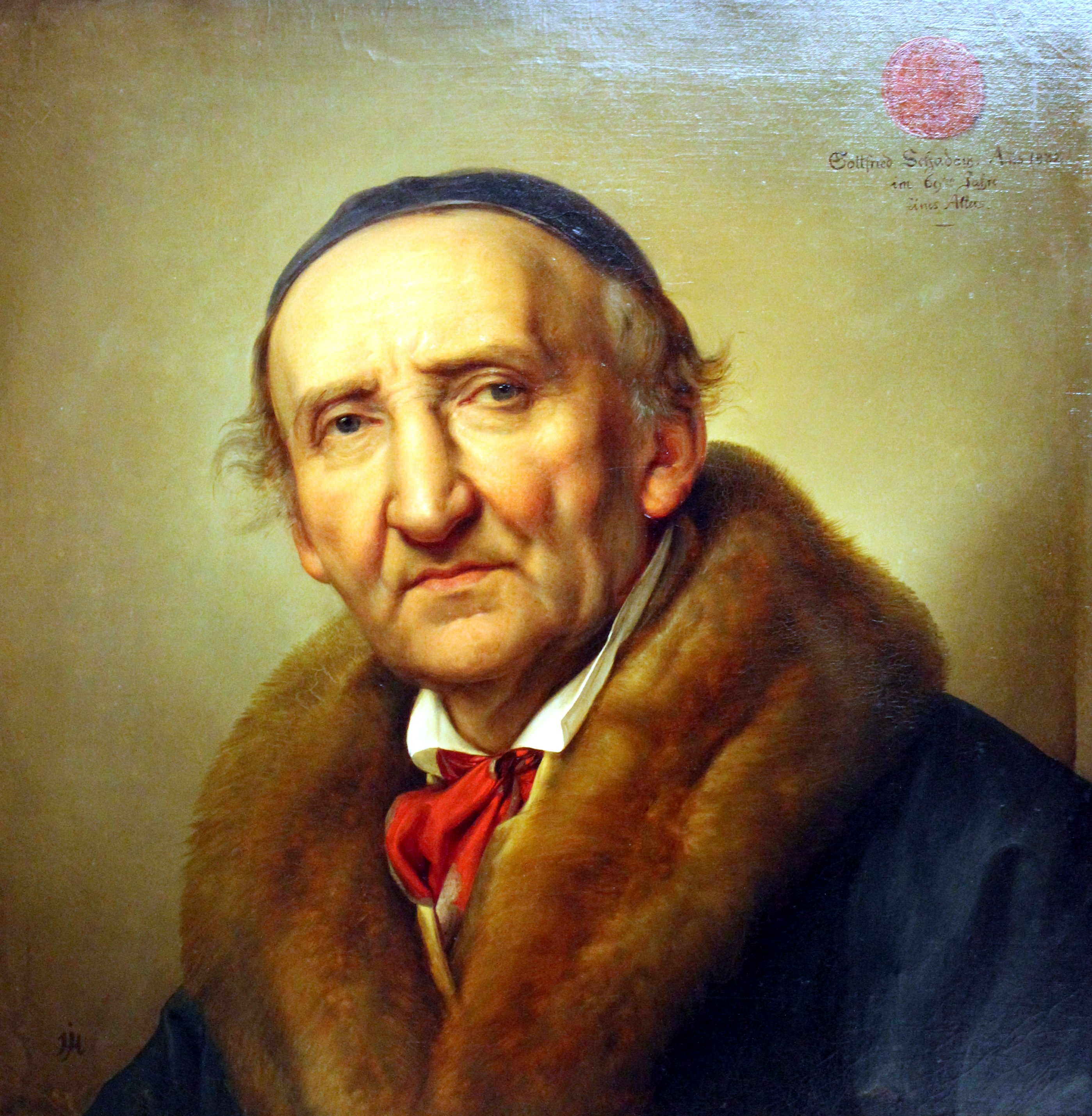
ヨハン・ゴットフリート・シャドウ
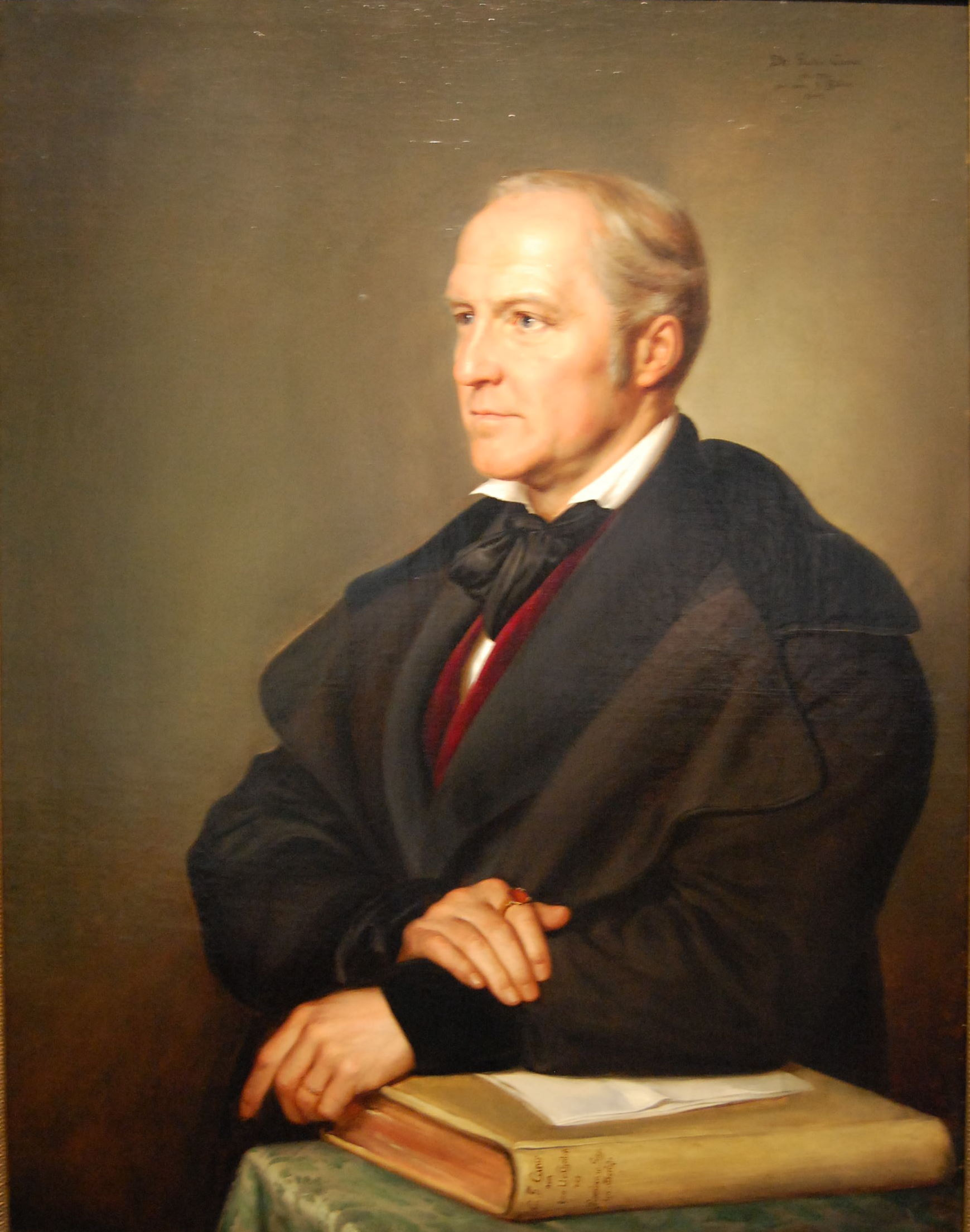
カール・グスタフ・カルス-画家
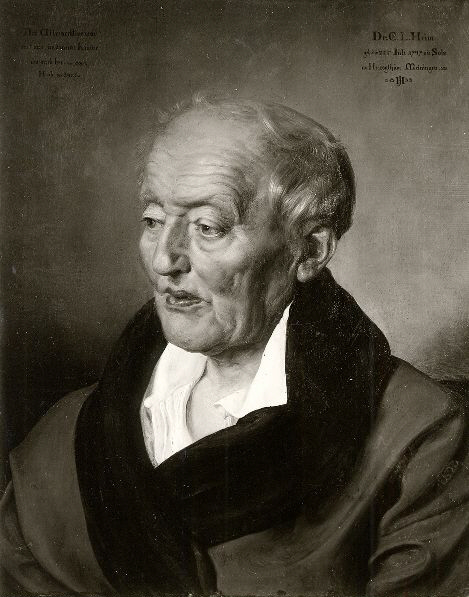
Ernst Ludwig Heim-博物学者

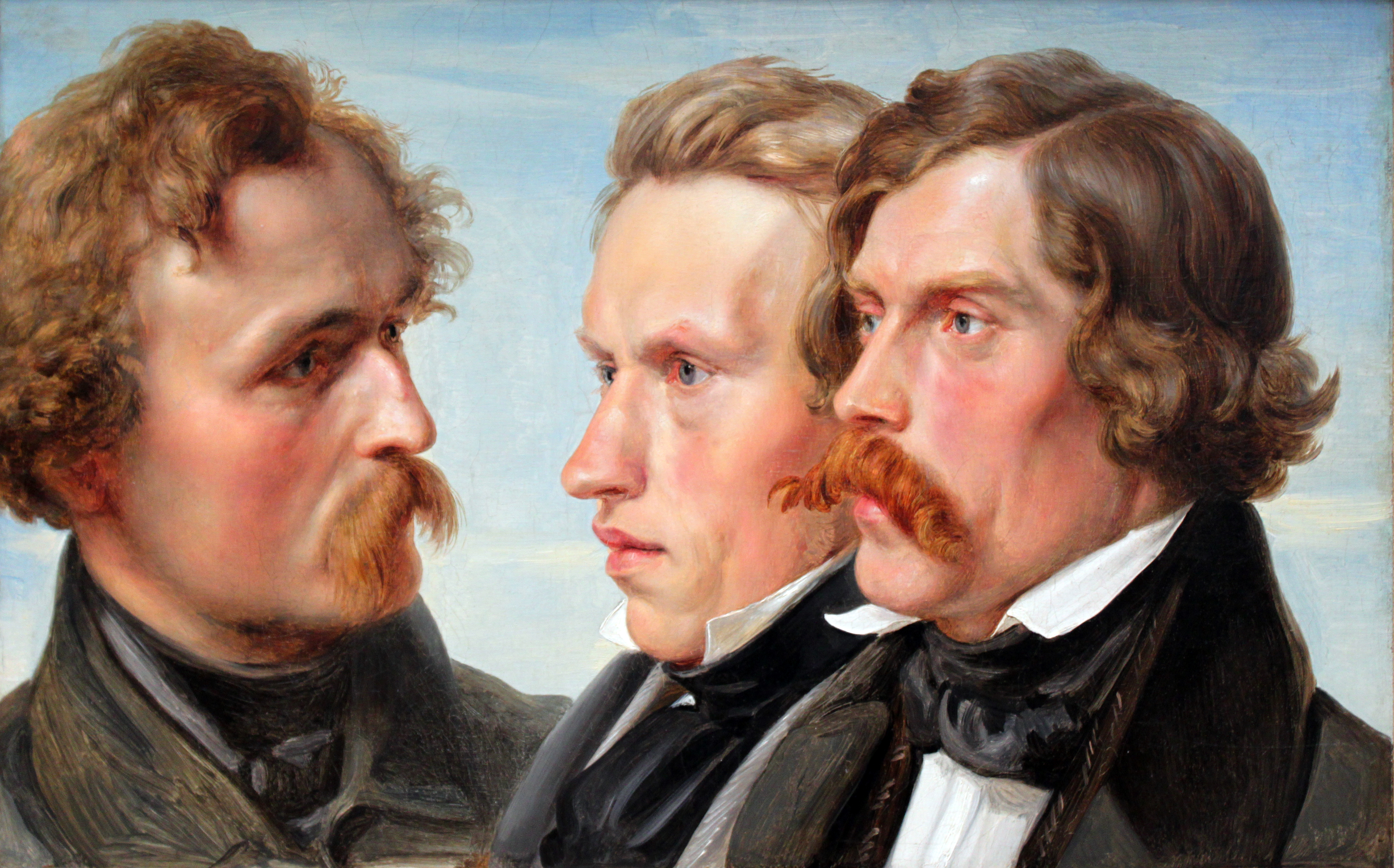
Karl Friedrich Lessing、Carl Sohn、Theodor Hildebrandt
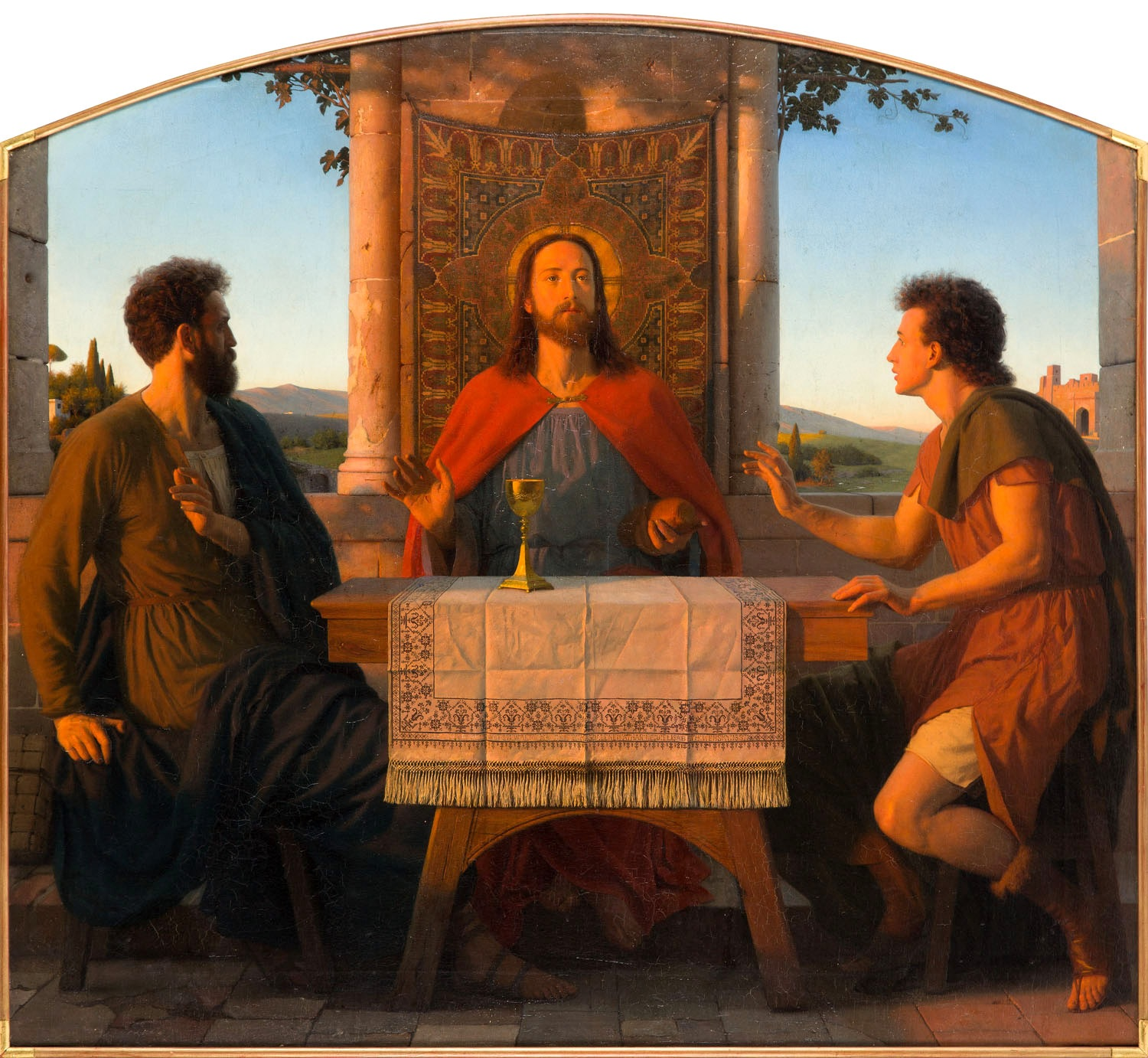
エマオのキリストと弟子
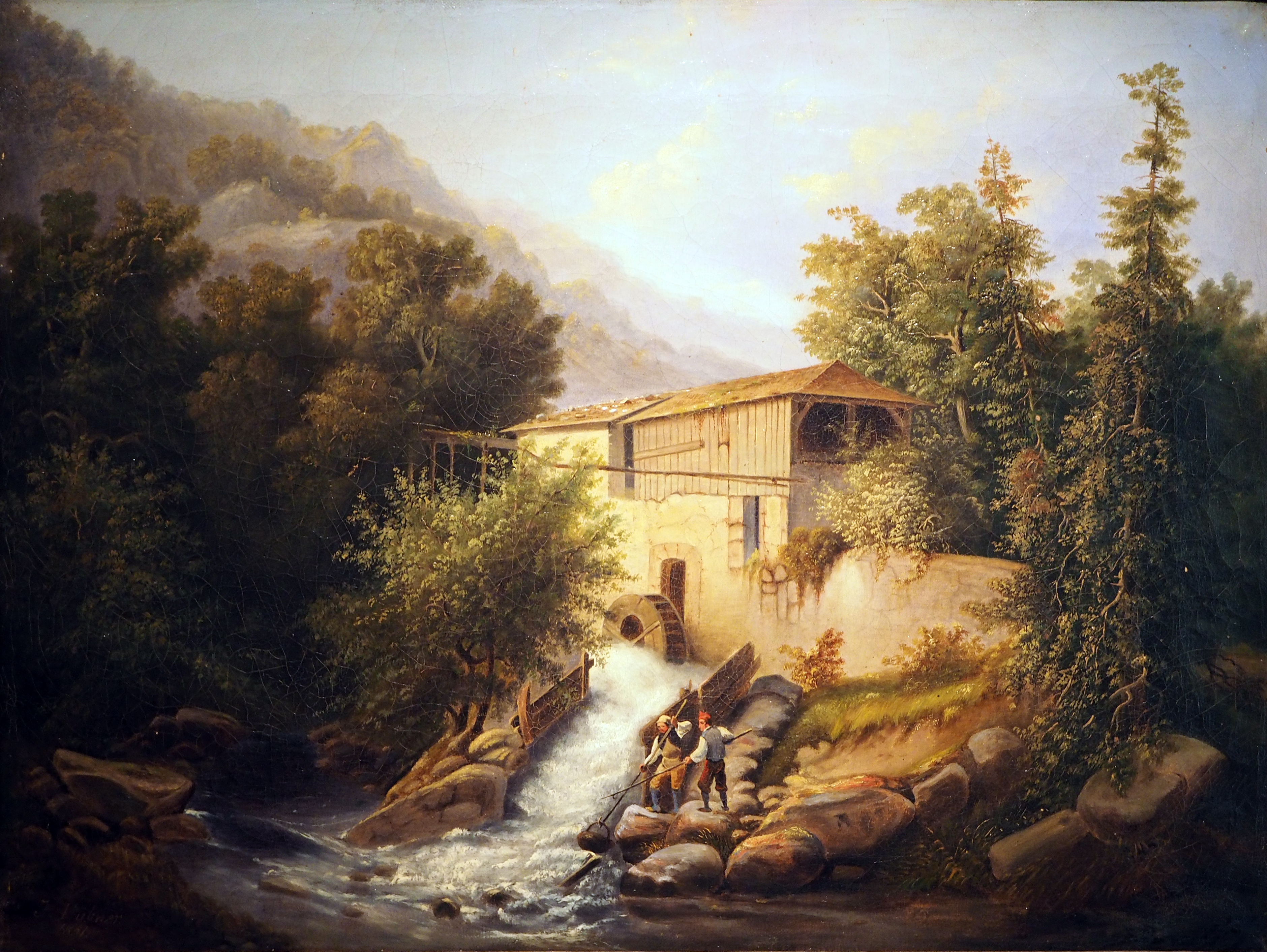
鱒漁師